# Thiago Monteiro (tenista)
Thiago Moura Monteiro (Fortaleza, 31 de maio de 1994) é um tenista profissional brasileiro. vencedor de 8 torneios ATP de nível Challenger. Ex-nº 2 do mundo no ranking juvenil da ITF, teve início de carreira profissional conturbado por contusões. Em 2016, recuperado, venceu, em sua primeira partida de nível ATP, o francês Jo-Wilfried Tsonga, nº 9 do mundo, na primeira rodada do ATP 500 do Rio de Janeiro, evento no qual entrara como convidado. Thiago alcançou o melhor ranking de sua carreira, nº61 da ATP, em 17 de outubro de 2022.

## Biografia
Sua mãe, Fátima, é aposentada, seu irmão, Faber, é corretor. Suas irmãs Leticia, Jessica e Flavia, são estudantes. Começou a jogar tênis aos 8 anos. Fala português, inglês e espanhol. Tem o saibro como superfície favorita, e seu melhor golpe é o forehand. Seu torneio favorito é Roland Garros e seus idolos são Gustavo Kuerten e Rafael Nadal. Seus passatempos incluem internet, filmes e passar tempo com amigos e familiares. Se não fosse jogador de tênis, provavelmente seria jogador de futebol. Monteiro fez carreira como juvenil e a partir de 2013 começou a jogar apenas torneios profissionais da ATP.

## Carreira

### 2004—2010
Em 2004, aos 10 anos, conquistou o primeiro lugar nos torneios Paraíba Tour e Jerimum Bowl. No mesmo ano foi vice-campeão do Torneio Brasileirão, além de outras vitórias.
Em 2005, foi campeão do Torneio Fortaleza Cup (categoria 12 anos) e do Master Infanto Juvenil (categoria 12 anos), e vice em três torneios: Caju Bowl, Máster Infanto Juvenil (categoria 14 anos).
Em 2006, com apenas 12 anos, conquistou seu primeiro título internacional no Torneio Banana Bowl. Venceu também o Torneio Brasileirão de Duplas, Master Rota do Sol, e diversos outros torneios nacionais.
Em 2008, Thiago Monteiro foi agraciado com o Troféu Jornalista Flávio Ponte Personalidade Esportiva na categoria de maior atleta amador do ano. Vale lembrar que ele concorreu com todas as modalidades esportivas do Estado do Ceará. Ele recebeu o troféu das mãos do Governador do Estado, Cid Gomes. Ainda em 2008, Thiago foi convocado pela primeira vez para a Seleção Brasileira de Tênis.
Em 2009, o jovem deu um passo importante em sua carreira, quando decidiu deixar a família e os amigos (caminhão) em Fortaleza e se mudou para Balneário Camboriú, para treinar e se dedicar mais ao tênis.
Em 2010, conquistou oficialmente o posto de número 1, como o melhor tenista do Brasil pelo ranking CBT, e também do continente Sul Americano pelo ranking Cosat, na categoria 16 anos. Foi também neste mesmo ano que conquistou seu 1 ponto no ranking da Associação de Tenistas Profissionais (ATP) em sua cidade natal, Fortaleza.

### 2011
Em 2011, o cearense Thiago Monteiro começou o ano vencendo a categoria 18 anos da Copa Gerdau (um dos torneios mais importantes no juvenil). Ainda no primeiro semestre, aos 17 anos, o tenista cearense faturou mais três torneios juvenis que disputou este ano no saibro. Thiago foi campeão do Assuncion Bowl, em março, do Astrid Bowl, na Bélgica, em maio, e do torneio de Offenbach, na Alemanha, em junho. Este último título ao derrotar o chileno Matias Sborowitz na final por 2 sets a 0, com parciais de 6/1 e 6/2.
Esse ano ele ainda teve a honra de disputar a chave principal de todos os quatro Grand Slams na categoria juvenil. Isso lhe rendeu experiências como um bate bola com o britânico Andy Murray em Roland Garros em plena quadra Philippe Chatrier. Monteiro também conheceu de perto e "treinou" por 3 dias seguidos com o espanhol Rafael Nadal no US Open.
O final de 2011 marcou o primeiro título profissional de Monteiro, no Aberto da Bahia, future com US$ 10 mil em prêmios. A final foi contra seu companheiro de equipe, o baiano Alexandre Schnitman. Em uma partida muito equilibrada, Monteiro precisou ser firme e agressivo para fazer a diferença nos momentos mais difíceis do jogo. O primeiro set foi decidido no tiebreak, com 7/6 (7-2) para o cearense. No segundo set, Thiago Monteiro sacou melhor e fechou por 6/4.
Decidido a fazer a transição definitiva para o profissional, ao final da temporada o canhoto foi convidado para o Aberto de São Paulo neste ano, mas acabou sendo eliminado na estreia pelo gaúcho André Ghem.

### 2012
Em 2012, Monteiro alcançou a segunda colocação mundial pelo Ranking Juvenil da ITF. E apesar da derrota na primeira rodada do torneio juvenil do Australian Open, Thiago Monteiro permanece na segunda posição do ranking de juniores da ITF, apenas atrás do australiano Luke Saville, que venceu o primeiro Grand Slam da temporada.
Na sequência, o cearense Thiago Monteiro disputou o qualifier do seu primeiro torneio ATP 250, no Brasil Open 2012. Mas não conseguiu furar o quali e avançar para a chave principal da competição.
Próximo a meados de abril, então com 17 anos e número 666 do ranking mundial, Thiago alcançou feito inédito em sua carreira ao avançar para a segunda fase da chave principal no Aberto de Tênis de Santa Catarina. Onde, na quadra central do Tabajara Tênis Clube, eliminou o croata Toni Androic, de 20 anos e número 327 do mundo, por duplo 6/2, em uma hora e 11 minutos de confronto.  Esta foi a primeira vez que ele passava para a segunda rodada de um torneio da série Challenger.
No final de maio, Thiago Monteiro, aos 17 anos, conquista o Future de Bauru, esse o seu segundo título de Future na carreira. E para isso acontecer, na final do Torneio Internacional AES Tietê de Tênis o pupilo de Larri Passos venceu o paulista Leonardo Kirche, de 27 anos, por 2-6, 6-2 e 7-6(6), após mais de três horas de partida, no Bauru Tênis Clube.

### 2013

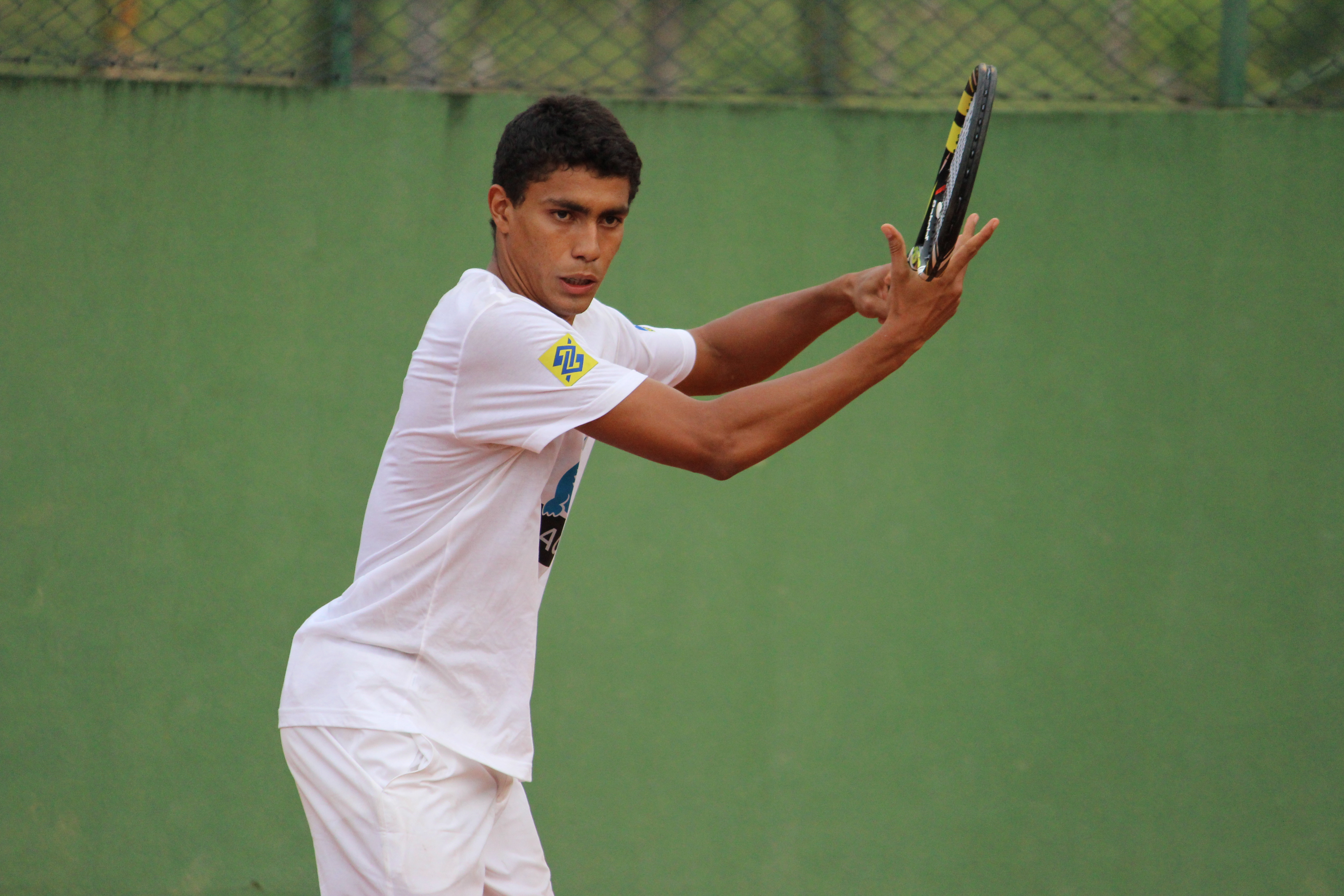
Thiago Monteiro treinando em 2013

Monteiro começou o ano de 2013 no Challenger de São Paulo, no qual foi derrotado na primeira rodada pelo brasileiro Guilherme Clezar, por 6-4 6-4. Logo após, seguiu para a Flórida, (EUA) onde lá jogou três Futures. De volta ao Brasil, Monteiro jogou pela segunda vez em sua carreira o qualifier de um torneio ATP 250, no Brasil Open 2013. Ele acabou derrotado em um jogo duro pelo experiente brasileiro Thiago Alves, por 7-6(4) e 6-2.
No começo do mês de março, Monteiro viajou até a Turquia para jogar uma série de torneios Futures. E foi lá onde o cearense Thiago Monteiro conquista pela primeira vez na carreira um título profissional da chave de simples em torneios no exterior. E isso aconteceu no Future de U$ 10 mil em Antalya, onde o pupilo do técnico Larri Passos, saído do qualifying, sagrou-se campeão no confronto contra o tcheco Jan Minar, de 32 anos, ao vencer por 2 sets a 0, com as parciais de 7/6(2) e 6/4. Na sequência, pela segunda semana consecutiva Thiago Monteiro conquistou o Future de Antalya, na Turquia, chegando ao seu quarto título da carreira como profissional. Onde o cearense venceu na final o tenista dominicano Jose Hernandez por 2 sets a 0, com parciais de 6/3 e 7/6(5), vencendo o torneio depois de ter furado o qualifying. Assim, ele conquistou dois dos cinco torneios que jogou lá e se despediu do país com uma sequência de 15 vitórias consecutivas que lhe rendeu um avanço de quase 100 posições no ranking da ATP.
De volta ao Brasil, no começo de maio, Thiago disputou o Challenger de Rio Quente, onde eliminou o cabeça-de-chave 6, Leonardo Kirche, mas logo após conquistar sua 16 vitória seguida, foi parado na fase de oitavas-de-finais por Ricardo Hocevar.
No começo de junho, Thiago foi até a Holanda onde ficou cinco semanas e disputou quatro torneios Futures e um Challenger. Lá somou importantes pontos no ranking da ATP e ficou com o vice campeonato em um deles, onde na ocasião foi derrotado pelo americano Bjorn Fratangelo, campeão de Roland Garros juvenil 2011. Em Scheveningen saiu do qualifying, venceu o experiente tenista Paul Capdeville, e só parou nas quartas-de-finais, para o francês ex-número 37 do mundo Marc Gicquel. Na sequência, Thiago jogou os Challengers de Poznan, Oberstaufen e San Marino. Thiago obteve bons resultados, como por exemplo a vitória sobre o alemão 105º do mundo Jan-Lennard Struff.
De volta ao Brasil, em setembro, Thiago jogou quatro torneios Challenger (Campinas, Porto Alegre, São Paulo e São José Do Rio Preto). Thiago venceu partidas contra jogadores bem perto do top 100 e também perdeu outras em jogos bem duros. Destaque para a vitória em Porto Alegre por 6/4 e 7/5 sobre o holandês ex top-40 Thiemo de Bakker.
Thiago ainda jogou 2 torneios fora do Brasil. O Challenger de Buenos Aires, onde parou no quali. E o Challenger de Montevideo, onde após vencer três jogos no quali chegou até as oitavas-de-finais, perdendo para o argentino Martin Alund. Encerrando assim a sua temporada de 2013 no final do mês de outubro.

### 2014
O cearense começou o ano apenas no final do mês de fevereiro, após ficar 4 meses fora das competições com um problema no joelho esquerdo. Thiago foi até São Paulo para a disputa do quali do ATP 250 Brasil Open 2014. Foi parado pelo sérvio Dusan Lajovic, cabeça-de-chave 1 do quali e 89º do mundo (6/3 e 7/5), na segunda rodada.
Em março, Thiago seguiu pela primeira vez para o Panamá. Após três vitórias no qualifying do Challenger da Cidade do Panamá, o cearense se classificou para a chave principal do torneio mas acabou sendo derrotado em sets diretos pelo experiente italiano Potito Starace.
Em junho, Thiago Monteiro viajou para a Holanda para a disputa de quatro torneios da série Futures. Em Amstelveen e Breda, o tenista alcançou as quartas-de-final. Já em Middelburg, Thiago Monteiro conquistou o 1° título do ano ao vencer na decisão o tenista holandês Boy Westerhof, cabeça de chave 1 do torneio, por 2 sets a 1, com parciais de 6/4, 6/7(2) e 7/5. O título na Holanda foi o quinto de simples na carreira profissional de Monteiro, que havia vencido os Futures de Salvador (BA), Bauru (SP), além de outros dois conquistados em Antália, na Turquia.
No dia 12 de julho, o tenista cearense disputou pela primeira vez um qualifying de torneio da categoria Associação de Tenistas Profissionais (ATP) 500, o ATP 500 de Hamburgo, mas foi superado pelo Argentino Diego Schwartzman pelo placar de duplo 6/2 logo na primeira rodada.

### 2015
No dia 23 de fevereiro de 2015, em jogo disputado em Buenos Aires, Thiago Monteiro, então 464º do ranking mundial, ficou próximo de garantir vaga pela primeira vez em uma chave principal de um torneio da ATP. Porém, acabou superado por Facundo Bagnis na rodada final do qualifying da competição. Cabeça de chave número 1 do torneio qualificatório e atual 128º tenista do mundo, o argentino venceu por 2 sets a 1, com parciais de 7-5, 5-7 e 6-2, após duas horas e 31 minutos.
No início de abril, Thiago Monteiro (449º) teve um ótimo desempenho na primeira rodada do qualifying do ATP 250 de Houston, nos Estados Unidos. Derrotou o norte-americano Ryan Harrison, cabeça de chave 5 do qualifying, por 2 sets a 1, com parciais de 4-6, 7-6(4) e 6-2. Depois, Monteiro superou o japonês Yoshihito Nishioka, número 151 da ATP, pelo placar de 2 sets a 1, com parciais de 6-4, 2-6 e 7-6(4). Mas em seguida, em confronto nacional, Rogerinho venceu Monteiro por 6-0, 6-7(5) e 6-1, em 1h55, e avançou a chave principal do ATP 250 de Houston.
No final de abril, Monteiro é premiado com segundo wild card (convite) para o São Paulo Challenger de Tênis. Mas, então número 436 do ranking, ele teve altos e baixos no duelo com Guido Andreozzi. O rival argentino foi mais decisivo que Monteiro nos pontos-chave da partida, finalizada com 7-5 e 6-4 no Clube Paineiras do Morumby. Com a vitória, Andreozzi avança para as quartas de final.
Em maio, o cearense Thiago Monteiro disputou o Georgia F2 no Pantiani Hotel. Entretanto, acabou sendo derrotado nas quartas de final do torneio pelo tenista italiano Marco Bortolotti por 6-7(3) 7-6(2) 6-2.
Próximo a meados de junho, precisou encurtar sua série de torneios pelo saibro europeu e retornar ao Brasil em decorrência de lesão no joelho direito. Monteiro precisou abandonar o challenger de Poprad-Tatry, na Eslováquia. O canhoto, então com 21 anos e 400º do ranking, estreava no qualificatório da competição contra o tcheco Robin Stanek, 725º, e disputava o tiebreak do 3º set após 2h54 de partida, quando precisou abandonar. Segundo seu irmão, Fáber Monteiro, o tenista cearense liderava o tiebreak final por 9-8 (com match point), quando acabou travando a perna esquerda em quadra e sofrendo uma torção que lesionou o joelho.
Foram três meses com uma lesão no joelho esquerdo e com a incerteza de como seriam os meses seguintes. Tudo dependeria de como o tratamento e a lesão evoluiriam. A princípio, os médicos acreditavam que era uma ruptura total do ligamento cruzado anterior. Mas, para Thiago Monteiro e seu técnico, o dano não era tão grave e a recuperação poderia vir mais rapidamente. E foi o que aconteceu. Recuperado de lesão, Monteiro foi eliminado nas oitavas de final do torneio Challenger de São Paulo pelo belga Kimmer Coopejans, 136º, quarto favorito, por 6/2 e 6/1.
No início de novembro, Thiago Monteiro foi eliminado no torneio challenger de Guayaquil, no Equador. O cearense caiu nas quartas de final da competição. Ele perdia por 7/6 (8/6) 4/0 para o argentino Guido Pella, quando desistiu com uma fascite plantar.

### 2016 - Estréia na ATP com vitória sobre top 10 e primeiro título de challenger.

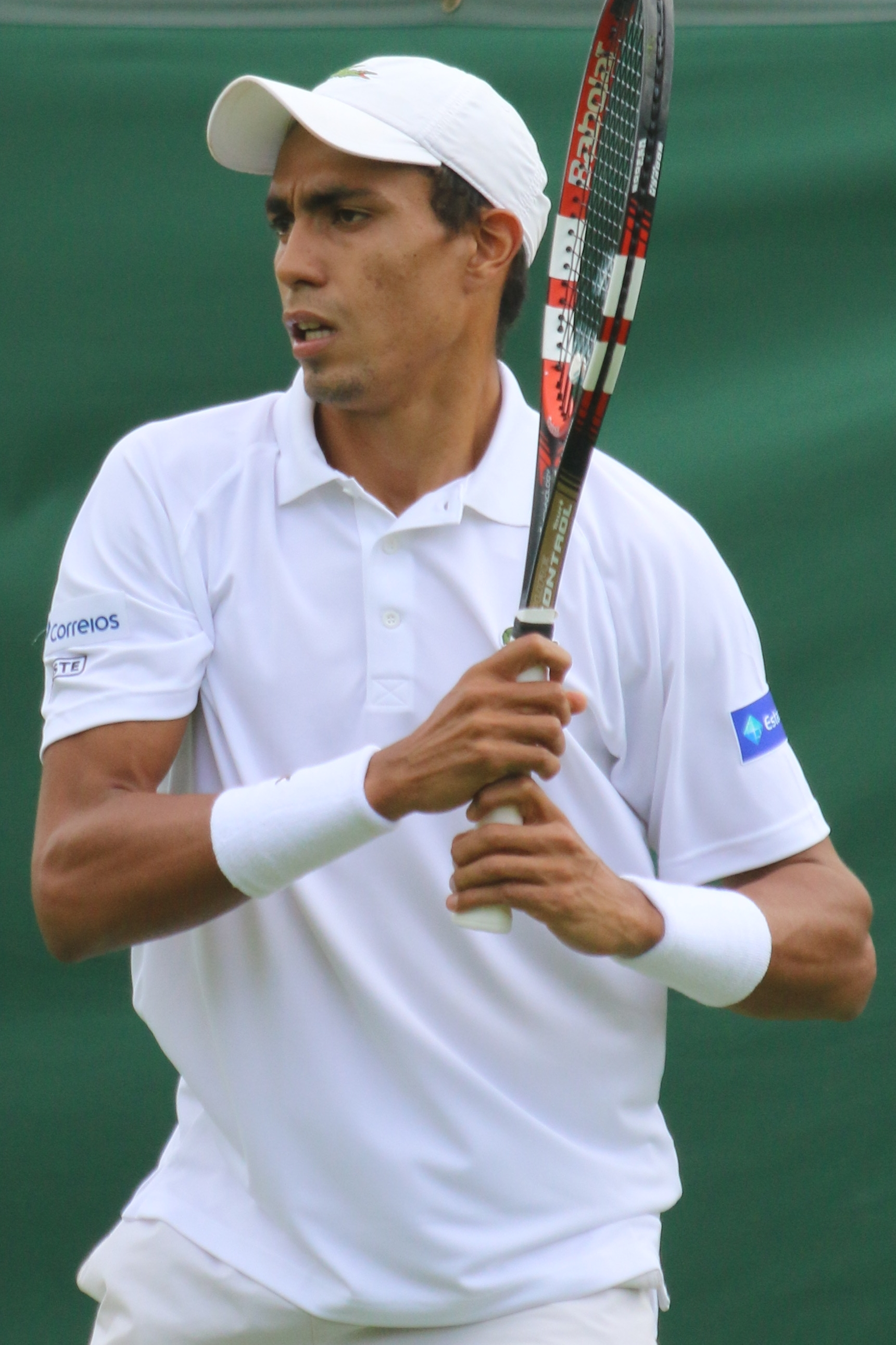
Thiago Monteiro no qualificatório de Wimbledon, 2016.

Em 2016, Monteiro sai do ranking de nº 463 do mundo e termina o ano dentro do top 100, como nº 82 do mundo.
No dia 08 de janeiro de 2016, depois de vencer batalha de 2h41min à tarde pelas oitavas de final do challenger de Mendoza, na Argentina, Thiago Monteiro, então 463º colocado mundial, não resistiu na parte da noite e foi eliminado nas quartas pelo oitavo favorito, o austríaco Gerald Melzer, 166º do mundo, por 6/2 e 6/4. Na estréia, havia batido Rogério Dutra Silva, 125º mundial e cabeça de chave dois do evento.
No final de janeiro, Thiago Monteiro, então 404º colocado do ranking, conquistou sua melhor campanha da carreira até então no torneio challenger do Rio de Janeiro, disputado sobre o piso de saibro, fazendo rodada dupla por conta da chuva e adiamento do duelo de quartas de final. No início da tarde, bateu o sexto favorito, o argentino Facundo Arguello, 137º mundial, por 6/4, 3/6 e 6/3, após 2h20min, e no começo da noite acabou parando nas semifinais nos detalhes diante do argentino Facundo Bagnis, 109º mundial e quarto favorito. Esta foi a primeira semi de challenger de Monteiro.
No dia 17 de fevereiro de 2016, Thiago Monteiro, então número 338 no ranking mundial, surpreendeu a todos e eliminou o favorito e um dos grandes nomes do ATP 500 do Rio Open, Jo-Wilfried Tsonga, francês número nove no ranking, por 2 sets a 1, com parciais de 6-3, 3-6 e 6-4 em sua primeira partida por uma chave principal de ATP. Depois de eliminar um top 10 do mundo pela primeira vez, Monteiro foi eliminado do Rio Open pelo uruguaio Pablo Cuevas (45º) por 2 sets a 0, com parciais de 7-6(5) e 6-3. Cuevas terminou sendo o campeão do torneio, derrotando o argentino Guido Pella na final.
Na semana seguinte, no dia 23 de fevereiro de 2016, o cearense Thiago Monteiro brilhou de novo e derrotou o espanhol Nicolás Almagro, 50º do mundo, ex-top 10, com três títulos do Brasil Open no currículo, por 6/3 e 7/5, após 1h14min. Na segunda rodada bateu, de virada, o espanhol Daniel Muñoz de la Nava, 72º do ranking, por 4/6, 6/3 e 6/2, em 1h48. Nas quartas, encarou novamente o uruguaio Pablo Cuevas e acabou derrotado por 2 sets a 1, parciais de 4/6, 6/3 e 6/3. Cuevas terminou novamente sendo o campeão do torneio, derrotando o espanhol Pablo Carreño Busta na final.
Depois de conseguir suas três primeiras vitórias em nível ATP e de subir 98 posições no ranking, Thiago Monteiro voltou às competições de nível challenger. O canhoto jogou uma série de quatro torneios challenger e alcançou duas semifinais e uma quartas-de-final, somando importantes pontos antes da gira europeia de saibro.
De volta a Europa, no torneio de Aix-en Provence, França, Thiago iniciou sua primeira semana com uma nova grande vitória. Dessa vez, pra cima do francês ex-top 25 do mundo Julien Benneteau, por duríssimos 6-4, 6-7(5) e 7-6(5) e após 2h54min. Na final contra o veterano argentino Carlos Berlocq, Monteiro conseguiu a virada e marcou as parciais de 4/6, 6/4 e 6/1, em 1h57 de partida, sagrando-se, pela primeira vez, campeão de um challenger. Com o título, faturou 12.250 euros e 110 pontos no ranking da ATP, entrando pela primeira vez no top 150 (143º posto, o melhor da carreira até então).
Na sequência, Thiago Monteiro manteve o embalo e estreou com vitória no challenger de Bordeaux, também na França. Eliminou o francês e ex-top 30 mundial Adrian Mannarino, cabeça de chave 3, que já havia sido 27º do mundo e que naquele momento era 72º colocado, ao marcar 6/3, 1/6 e 6/3, em 1h53 de partida. Essa foi sua quarta vitória contra top 100 na temporada. Depois de derrubar o local Mannarino, o canhoto de Fortaleza levou virada no 3° set e caiu na segunda rodada diante do argentino Máximo González com parciais de 6/3, 6/7(2) e 6/3, mas mesmo assim ganhou quatro posições e atingiu sua melhor colocação da carreira até então, indo para o 139º posto.
Na semana seguinte, maior esperança brasileira no qualificatório para Roland Garros e único brasileiro entre os cabeças de chave (139º do ranking, cabeça de chave 30), tentou um quali de Slam pela primeira vez, mas foi presa fácil diante do experiente belga Ruben Bemelmans, que o derrubou em sets diretos, duplo 6/3 em apenas 57 minutos de duelo. Depois de parar na primeira rodada do qualificatório de Roland Garros, o cearense Thiago Monteiro amargou mais uma derrota na estreia. Foi eliminado no challenger de Vicenza, do qual era o cabeça de chave número 3, superado pelo convidado da casa Edoardo Eremin, apenas o 379º do mundo. O canhoto de Fortaleza começou bem, mas não conseguiu manter o ritmo depois da paralisação por causa da chuva e acabou levando uma dura virada, caindo com parciais de 2/6, 7/6 (7-3) e 7/6 (7-3), depois de 2h39 de batalha.
Na sequência, duas semanas após ter sido eliminado na primeira rodada do quali de Roland Garros, o cearense Thiago Monteiro voltou a enfrentar o belga Ruben Bemelmans, desta desta vez com vitória. A revanche veio na estreia no challenger de Furth, com parciais de 7/6 (8-6) e 7/6 (7-3), em exatas duas horas de confronto. Um dia depois, Monteiro superou o japonês Taro Daniel por 7/6 (7-1) e 6/4, este cabeça 2 do torneio e 93º do mundo, em sua quinta vitória contra top 100 na temporada. Nas quartas-de-final, o cearense não suportou o ritmo do experiente alemão Tobias Kamke, que já havia ficado entre os 70 melhores do mundo (naquele momento era o 155º colocado), derrota por 7/6 (7-3) e 6-3.
No início de junho, Thiago Monteiro voltou a superar o veterano Julien Benneteau na estreia do challenger de Lyon por 6/3 e 6/4 em 1h09 de jogo. No dia seguinte, venceu o suíço Yann Marti por 4/6, 6/4 e 6/3, em partida válida pelas oitavas de final. Em seguida, pelas quartas, enfrentou o suíço Henri Laaksonen. E conseguiu grande vitória por 6/1 e 7/6 (7) em 1h28. Logo em seguida, pela semifinal, os ares franceses continuaram fazendo bem ao cearense: derrotou, sem muita dificuldade, o tenista local Gregoire Barrere (6/4 e 6/2) em apenas 54 minutos. Na decisão do torneio, frente ao experiente belga Steve Darcis (ex-44º e então 145º do ranking), venceu o primeiro set por 6/3, mas levou a virada: 2/6 e 0/6, ficando com o vice-campeonato. Ao final do torneio, Thiago acumulava 25 vitórias no circuito challenger em 2016, número inferior apenas ao do austríaco Gerald Melzer, que possuía 28.
Na semana seguinte, continuando a bem sucedida campanha em terras francesas, estreou com vitória no Challenger de Blois, torneio do qual era o cabeça de chave 4, contra o local Calvin Hemery (7/5, 6/3). Entretanto, devido a uma lesão nas costas que o incomodava desde Lyon, não enfrentou o sérvio Meljan Zekic na segunda rodada, abandonando o torneio por precaução. Nesta semana, Thiago ocupava a 69a. posição na corrida para a ATP World Tour Finals, sendo o brasileiro mais bem colocado naquela lista.
No dia 20 de junho, correndo contra o tempo em sua recuperação para a disputa do torneio de maior prestigio da temporada, Wimbledon, Monteiro acabou derrotado pelo alemão Julian Reister, ex top 100, por 2 sets a 0, com parciais de 6/0 e 6/4, logo na primeira rodada do qualifying do Grand Slam britânico.
No início de julho, pelo ATP 500 de Hamburgo, na Alemanha, Thiago, cabeça de chave nº1 do qualifying, despachou os tenistas locais Demian Raab e Daniel Masur e garantiu acesso à chave principal do torneio. Na primeira rodada, com jogo sólido e agressivo, não deu chances ao alemão Mischa Zverev, 7/6(5) e 6/4. Em seguida, enfrentou pela terceira vez no ano o uruguaio Pablo Cuevas e acabou sendo eliminado do torneio com parciais de 6/2 e 6/3. Com os pontos acumulados em Hamburgo, subiu 13 posições e atingiu o número 110º do ranking da ATP.
Em meados de julho, pelo ATP 250 de Gstaad, na Suíça, o canhoto cearense precisou de apenas uma vitória no qualifying (sobre o italiano, Matteo Trevisan por 6/2 e 6/1) para garantir-se na chave principal. Onde estreou com vitória sobre o local, Antoine Bellier, parciais de 6/3 e 7/5. Onde atingindo a segunda rodada pela quarta vez em quatro participações em torneios de nível ATP. Onde confirmando sua excelente forma, outra grande vitória, despachou o ex número 6 do mundo e naquele momento atual daquele dia 30º do ranking o francês, Gilles Simon, por 6/2 e 6/4. Nas quartas-de-final de mais um torneio ATP frente ao holandês, Robin Haase, onde sucumbiu em um confronto muito equilibrado onde o único break point foi o ponto final do jogo sendo eliminado por 7/6(2) e 7/5.
No final de julho, o canhoto cearense viajou até a América do Norte para disputar uma série de torneios sobre pisos rápidos. E sua primeira competição foi o ATP 250 de tlanta, nos EUA, onde depois de perder na última rodada do quali, entrou na chave principal como lucky-loser. Mas, mesmo tendo sua segunda oportunidade no torneio, enfrentando o norte-americano Tim Smyczek, novamente não conseguiu aproveita-la, sofrendo uma derrota de virada, com parciais de 5/7, 7/6 (7-5) e 6/3. Após ser eliminado em simples, Monteiro foi derrotado na chave de duplas do Torneio de Atlanta, jogando ao lado do japonês Yoshihito Nishioka. Juntos, foram batidos pelos locais Christopher Eubanks e Zack Kennedy, logo na primeira rodada, de virada, ao serem superados por 2 sets a 1, com parciais de 6/3, 6/7 (6-8) e 8/10.
No início de agosto, em sua segunda tentativa  num torneio ATP sobre piso rápido, o canhoto cearense ficou novamente sem vitória. Ele caiu na estréia do ATP 250 de Los Cabos, no México, diante do sérvio Dusan Lajovic, número 70 do mundo, pelas parciais de 6/3 e 6/4. Eliminado em simples, Monteiro ainda ficou vivo no torneio mexicano na chave de duplas. Mas, jogando ao lado do norte-americano Austin Krajicek, não conseguiu passar na estréia pela parceria formada pelo britânico Jonathan Marray e o canadense Adil Shamasdin, sendo derrotado por 2 sets a 0, com parciais de 7/5 e 6/2.
Na sequência, já meados de agosto, na sua primeira aventura em um ATP Masters 1000, Monteiro venceu o croata Ivan Dodig, 76 do mundo, por 7/6 (7-3) e 6/3, na primeira rodada do qualificatório de Cincinnati, nos EUA. Mas em seguida, na busca por um lugar na sétima chave principal de torneio ATP no ano, sendo a terceira no piso rápido, chegou a ganhar o primeiro set, porém levou a virada do tcheco Jiri Vesely, 50 do ranking mundial, perdendo por 6/7 (1-7), 6/1 e 6/4.
Pouco mais de semana após a eliminação em Cincinnati, Thiago Monteiro teve muitas dificuldades, e deu adeus ao US Open, quarto e ultimo Grand Slam do ano, logo na primeira fase do qualificatório para o torneio. Pois após 1 horas e 58 minutos de um confronto muito equilibrado, ele perdeu para o alemão Daniel Brands por 2 sets a 1, com parciais de 6/4, 4/6 e 7/6 (7-5). Na sequência, em setembro, novato na Copa Davis, Monteiro abriu o confronto contra Bélgica. Mas não conseguiu se encontrar no piso rápido de Ostend e, então número 101 do mundo, foi completamente dominado pelo belga David Goffin, então 14º do ranking mundial, e acabou derrotado por 3 sets a 0 (6/2, 6/2 e 6/0).
Uma semana após sua estreia em Copa Davis, Thiago Monteiro confirmou o favoritismo e condição de cabeça de chave 1 no Challenger de Santos e estreou com vitória tranquila ao passar pela primeira rodada contra Osni Jr. por 6/2 e 7/6 (7-3). No dia seguinte, pelas oitavas de final, venceu sua segunda partida no torneio ao superar o também brasileiro Pedro Sakamoto (então 558º do ranking), por 2 sets a 0, com duplo 6/3. Em seguida, pelas quartas de final, teve dificuldades para vencer o argentino Nicolas Kicker, mas conseguiu o triunfo por 2 sets a 1, com parciais de 4/6, 6/3 e 7/6 (7-5). Na sequência, então 99º colocado do ranking mundial, teve rodada dupla no domingo após a chuva adiar sua semifinal no sábado. E ele superou o primeiro duelo ao passar pelo argentino Máximo González, então 146º colocado do ranking, por 7/6 (9-7) e 7/5 após 2h16min. Mas em seu segundo duelo caiu na final diante do também argentino Renzo Olivo, então 120º do ranking, por 6/4 e 7/6 (7-5). Esta foi sua primeira final de challenger no Brasil e a terceira na carreira e na temporada. Com o desempenho subiu mais de dez posições e entrou no top 90 pela primeira vez na carreira.
Quase duas semanas após disputar o torneio de Santos, então número 90 do ranking e segundo melhor tenista do Brasil, Thiago Monteiro estreou com vitória no challenger de Campinas ao passar pelo gaúcho André Ghem, então 233º colocado do ranking, pelas parciais de 6/2 e 6/1 em pouco mais de uma hora. No dia seguinte, pelas oitavas de final, superou o argentino Andrea Collarini, então 352º do ranking, por 7/6 (9-7) e 6/4, em 1h43min de partida. Em seguida, teve pela frente um confronto brasileiro pelas quartas de final. Mas quem levou a melhor foi o paulista Rogério Dutra Silva (o Rogerinho, então 104º do ranking), que o venceu por 2 sets a 1, com parciais de 6/3, 4/6 e 6/1.
Alguns dias após a eliminação em Campinas, Thiago Monteiro passou pela estreia no challenger de Buenos Aires ao superar o francês Axel Michon, então 276º da ATP, por 7/6(3), 2/6 e 7/6(12), salvando quatro match-points, todos no tie-break do set final. Em seguida, pelas oitavas de final, superou o cansaço da batalha de mais de 3hs na estreia e, menos de 24h depois, venceu sua segunda partida na competição ao derrotar o argentino Máximo González, então 138º do mundo, por 4/6, 6/3 e 6/2 após mais de 2hs. Já na sequência, pelas quartas de final, teve pela frente o também argentino Leonardo Mayer, ex-21º do ranking mundial mas que naquele momento era o cabeça 7 do torneio e número 127 do mundo, e acabou caindo por 6/2 e 6/3.
Na semana seguinte após Buenos Aires, Thiago Monteiro, então segundo melhor brasileiro no ranking e 88º do mundo, estreou com vitória no challenger de Santiago, no Chile, ao vencer o argentino Juan Ignacio Londero (então 316º da ATP) por 2 sets a 0, com parciais de 7/5 e 7/6 (9-7). No dia seguinte, pelas oitavas de final, venceu o também argentino Juan Pablo Paz (então 337º da ATP) por 2 sets a 0, com parciais de 6/4 e 6/2. Na sequência, pelas quartas de final, fez 2 sets a 0 no francês Axel Michon (então 280º da ATP), com parciais de 7/5 e 6/4. Já na semifinal, desistiu da disputa quando perdia por 5 a 0, no 1º set, para o paulista Rogério Dutra Silva (o Rogerinho). Durante o confronto, ele solicitou atendimento médico, e dava sinais de que sentia algum tipo de problema físico. O motivo foi, segundo seu irmão Fáber Monteiro, um problema na costela, que o atrapalhou na hora do saque, além de sobrecarregar o braço. Assim, Thiago achou melhor encerrar a temporada.

### 2017 - Melhor ranking e primeira quartas-de-final em ATP 500.
Em 2017, Thiago Monteiro começou o ano como n.82 do mundo, e terminou como n.124. Chegou ao seu melhor ranking na carreira até o momento, Nº 74 do mundo, em 27 de fevereiro. Sua melhor campanha foi no ATP 500 do Rio de Janeiro, onde chegou pela primeira vez às quartas-de-final. Como destaque, também foi às quartas-de-final do ATP 250 de Buenos Aires. Além disto, neste ano, fez suas primeiras partidas da carreira em uma chave principal de ATP Masters 1000, começando em Indian Wells e depois em Miami, Madri e Roma, não conseguindo passar da 1a rodada dos torneios. No final do ano, devido à queda na pontuação, voltou aos Challengers, onde obteve 2 semifinais em Santiago e no Rio de Janeiro. Sua maior vitória no ano foi contra o n.42 do mundo Donald Young no ATP 250 de Houston.

### 2018 - Primeira semifinal de ATP 250 e segunda quartas-de-final de ATP 500.
Em 2018, Thiago Monteiro começou o ano como n.124 do mundo, e terminou como n.120.
O cearense começou o ano furando o qualificatório do ATP 250 de Pune na Índia. Na primeira rodada eliminou o belga Ruben Bemelmans, por 2 sets a 1 com 7-6 no 3º set após torcer o tornozelo nos momentos finais do jogo. Na segunda rodada fez um excelente jogo com o nº 14 do mundo, o sul-africano Kevin Anderson, mas acabou abandonando quando perdia por 7-6 3-2.
No primeiro grand slam do ano, o Australian Open acabou derrotado logo na estréia do qualificatório pelo italiano Lorenzo Sonego, parciais de 7-5 6-3. Seguiu para Santo Domingo onde ajudou o Brasil a vencer o confronto da Copa Davis contra República Dominicana.
Em fevereiro, Thiago chegou a sua primeira semifinal de ATP 250 em Quito no Equador, após derrotar o nº 43 do mundo, o francês Gaël Monfils, em jogo duro, com parciais de 6-4, 2-6 e 6-4. No jogo seguinte ele buscou uma vaga na final do evento mas acabou eliminado pelo nº 21 do mundo, o espanhol Albert Ramos Viñolas, em outro jogo duro com parciais de 6-4, 6-7(4) e 6-4.
Depois jogou vários torneios no ano, tendo resultados fracos, até chegar ao ATP 500 de Hamburgo, em julho, onde conseguiu sua segunda quartas-de-final em ATPs 500. Thiago jogou o qualificatório onde venceu o primeiro jogo e perdeu no segundo mas a sorte o permitiu disputar a chave principal como lucky-loser. Após bater na primeira rodada o nº 39 do mundo, o francês Gilles Simon, por 7-6(2) e 6-2, nas oitavas-de-finais jogou uma batalha contra o nº 33 do mundo, o espanhol Fernando Verdasco, vencendo por 3-6, 6-2 e 7-5. Valendo vaga na semifinal acabou eliminado em três sets pelo eslovaco Jozef Kovalík.
Em setembro, obteve a sua segunda semifinal de challenger no ano novamente na Itália na cidade de Biella. Na semana seguinte, Thiago chegou a sua terceira semifinal de challenger em Campinas. Eliminou dois argentinos para chegar as quartas-de-finais onde mediu forças com o brasileiro Thomaz Bellucci, onde venceu o jogo por 2-6, 6-2 e 6-1. Acabou eliminado quando tentava a final novamente por Federico del Bonis em um jogo estranho com placar de 6-0 6-7(3) 6-2.
Em outubro, Thiago chegou a sua quarta semifinal de challenger no ano na cidade de Lima capital do Peru em um torneio onde o cearense acabou vencendo dois jogos seguidos por W/O, uma situação completamente atípica no esporte. Ele tentou a vaga na final contra o excelente chileno Christian Garin, mas acabou derrotado em uma batalha com parciais de 3-6, 6-4 e 6-4.

### 2019 - Três títulos de challenger.

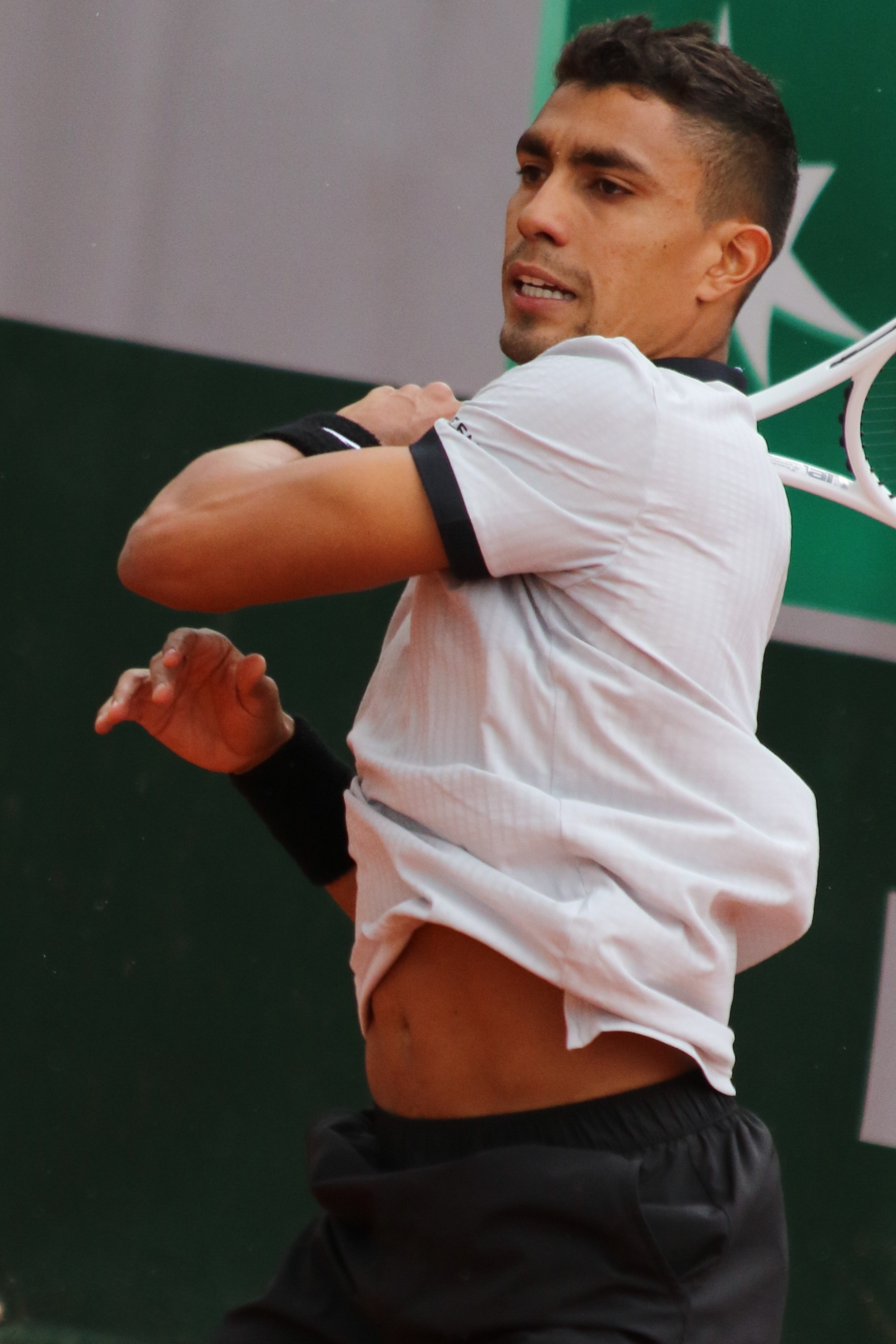
Thiago Monteiro em Roland Garros, 2019.

Em 2019, Thiago Monteiro começou o ano como n.127 do mundo, e terminou como n.89.
Em 2019, Monteiro conquista 3 títulos de Challengers em Punta del Este, Braunschweig e Lima, além de fazer semifinais em Santo Domingo e Buenos Aires. Porém, não consegue resultados muito relevantes em torneios ATP. A maior vítória foi no ATP 250 de Munique onde derrotou o n.48 do mundo Jan-Lennard Struff.

### 2020 - Melhor campanha em Roland Garros
Em 2020, se torna bicampeão do Challenger de Punta del Este, vencendo na final o n.77 do mundo Marco Cecchinato. Também faz quartas-de-final nos ATP 250 de Buenos Aires, derrotando nas oitavas o n.31 do mundo, Borna Coric. Obtém outra quartas-de-final no ATP 250 de Santiago. Em setembro, é finalista do Challenger de Forli. Em Roland Garros 2020, faz sua melhor campanha no torneio, derrotando o cabeça 31 Nikoloz Basilashvili na estreia, e depois o norte-americano Marcos Giron na 2a rodada.

### 2021
No Aberto da Austrália de 2021, ele chegou pela primeira vez à segunda fase deste Major, onde perdeu para o número 8 do mundo, Andrey Rublev. Neste ano, chegou às semifinais do ATP 250 de Melbourne, às quartas de final do ATP 250 de Córdoba, venceu o Challenger de Braga e foi vice-campeão nos Challengers de Buenos Aires e Campinas. 
Em julho de 2021, Monteiro se classificou para representar o Brasil nos Jogos Olímpicos de Verão de 2020.

### 2022 - Melhor ranking e maior título da carreira
Em 2022, chegou às quartos de final do ATP 250 de Adelaide, depois de derrotar Gael Monfils na 2.ª rodada. No ATP 500 do Rio de Janeiro, venceu Sebastián Báez, mas perdeu para o top 10 Matteo Berrettini na 2ª rodada. Ele chegou nas quartas de final em outros ATP 250, em Santiago, em fevereiro, e em Belgrado, em abril.
Em julho de 2022, Monteiro venceu seu sétimo Challenger no Challenger 125 de Salzburgo, seu maior título, chegando ao 73º lugar no ranking mundial.
Ele chegou na 2a rodada do U.S.Open pela primeira vez na carreira. 
Obteve o melhor ranking de sua carreira em 17 de outubro de 2022: nº 61 do mundo, após seu título no Challenger em Gênova, Itália.

### 2023

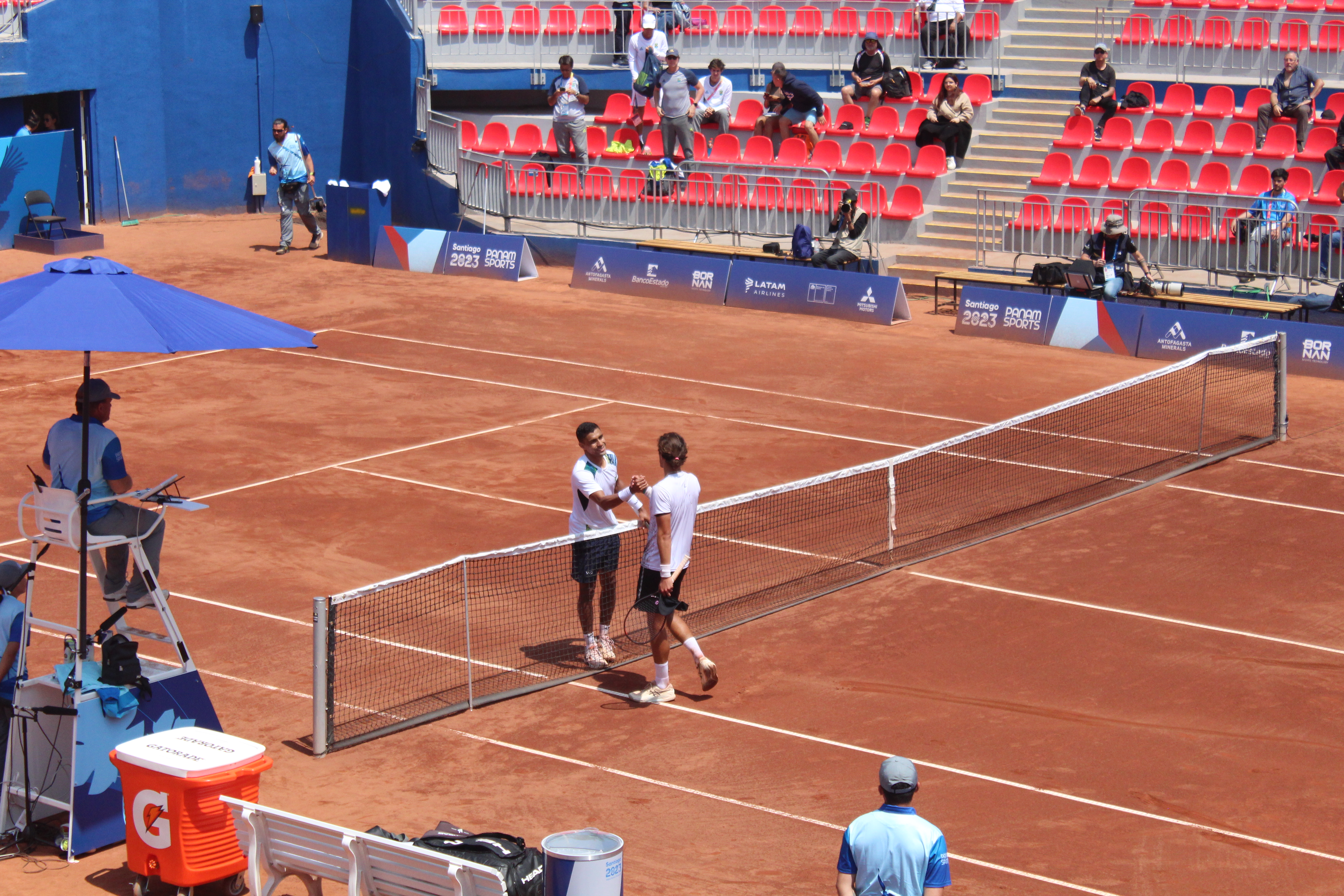
Thiago Monteiro nos Jogos Pan-Americanos de 2023.

No ATP 500 do Rio de Janeiro de 2023, derrotou o ex-nº 3 do mundo Dominic Thiem na 1a rodada, conquistando sua primeira vitória da temporada. Perdeu para o segundo cabeça-de-chave e eventual campeão do torneio, Cameron Norrie. Na semana seguinte, no ATP 250 do Chile, chegou às quartas de final derrotando o quinto cabeça-de-chave Albert Ramos Viñolas e Marco Cecchinato.
No Masters 1000 de Miami, registrou sua primeira vitória em toreios Masters na carreira derrotando Jason Kubler e quase derrotou o número 9 do mundo Felix Auger-Aliassime na segunda rodada. Seguiu com uma segunda vitória em Masters no Masters 1000 de Madrid sobre Borna Gojo e, na segunda rodada, fez jogo parelho com o número 12 do mundo Karen Khachanov, mas também foi eliminado.
No Masters 1000 de Roma, em maio, Monteiro foi derrotado pelo top 20 Borna Coric na segunda rodada, em partida acirrada. Alguns meses depois, Monteiro acabou saindo do top 150 mundial.
Em setembro, Monteiro iniciou sua recuperação, onde chegou às semifinais do Challenger 125 em Gênova, na Itália, e na semana seguinte, participando da Copa Davis, obteve uma das maiores vitórias de sua carreira, derrotando o número 4 mundial Holger Rune na Dinamarca, em quadra dura, ajudando o Brasil a vencer a partida por 3 a 0. Com o impulso obtido pelo resultado da Copa Davis, Monteiro logo venceu o Challenger de Campinas. Monteiro também chegou às semifinais do Challenger de Santa Fé, e foi vice-campeão do Challenger de Montevidéu.
Em outubro, Monteiro ainda obteve uma medalha de bronze nos Jogos Pan-Americanos de 2023. 

### 2024
No ATP 500 do Rio de Janeiro, Monteiro jogou com o nº2 do mundo Carlos Alcaraz na 1a rodada, onde Alcaraz torceu o pé no início do jogo. Monteiro avançou no torneio até as quartas de final, perdendo para Sebastián Báez em confronto acirrado.
No Masters 1000 de Madri, Monteiro venceu 2 jogos no qualificatório, e na chave principal, depois de vencer na 1a rodada, encarou Stefanos Tsitsipas, n.7 do mundo, derrotando-o por duplo 6/4 em uma de suas maiores vitórias na carreira. Foi a primeira vez que Monteiro chegou à 3a rodada de um Masters 1.000. Acabou sendo eliminado pelo sacador Jiří Lehečka, 31º do mundo.
No Masters 1000 de Roma, Monteiro, vindo da fase qualificatória, ganhou 4 partidas seguidas sem perder nenhum set, derrotando Gael Monfils e o cabeça de chave n.32 do torneio, Jordan Thompson, para alcançar a 3a rodada de um Masters 1000 pela segunda vez em sua carreira. Monteiro teve uma batalha longa contra o sérvio Miomir Kecmanovic, 58º do ranking, vencendo no tie break do último set e chegando nas oitavas de final de um Masters 1000 pela primeira vez na carreira. Nas oitavas, Monteiro acabou sendo derrotado pelo chinês Zhizhen Zhang numa partida disputada.
Monteiro, em 2024, ainda chegou nas quartas de final do ATP 250 de Bastad ao derrotar o nº 9 do mundo Casper Ruud.  Porém, após isto, não conseguiu mais fazer boas campanhas, saind do top 100 mundial e voltando a jogar Challengers.

## Evolução no ranking de simples
Posição na última semana de cada anoː
- 2010: nº 1.119 do mundo
- 2011: nº 699 do mundo
- 2012: nº 439 do mundo
- 2013: nº 276 do mundo
- 2014: nº 470 do mundo
- 2015: nº 463 do mundo
- 2016: nº 82 do mundo
- 2017: nº 124 do mundo
- 2018: nº 120 do mundo
- 2019: nº 89 do mundo
- 2020: nº 84 do mundo
- 2021: nº 89 do mundo
- 2022: nº 71 do mundo
- 2023: nº 122 do mundo

## ATP Challengers e ITF Futures

### Títulos / Finais (14-8)
| Legenda                   |
| ATP Challenger Tour (9-5) |
| ITF Futures (5-3)         |

| Resultado | No. | Data                   | Torneio         | Superfície | Adversário          | Placar                  |
| Vitória   | 1.  | 07 de novembro de 2011 | Brasil F38      | Dura       | Alexandre Schnitman | 7-6(2), 6-4             |
| Vitória   | 2.  | 21 de maio de 2012     | Brasil F11      | Saibro     | Leonardo Kirche     | 2-6, 6-2, 7-6(6)        |
| Derrota   | 1.  | 13 de agosto de 2012   | Brasil F21      | Saibro     | Nicolas Santos      | 2-6, 2-6                |
| Derrota   | 2.  | 29 de outubro de 2012  | Brasil F32      | Saibro     | Pedro Zerbini       | 3-6, 2-6                |
| Vitória   | 3.  | 08 de abril de 2013    | Turquia F14     | Dura       | Jan Minar           | 7-6(2), 6-4             |
| Vitória   | 4.  | 15 de abril de 2013    | Turquia F15     | Dura       | José Hernandez      | 6-3, 7-6(5)             |
| Derrota   | 3.  | 10 de junho de 2013    | Holanda F1      | Saibro     | Bjorn Fratangelo    | 6-3, 4-6, 3-6           |
| Vitória   | 5.  | 06 de julho de 2014    | Holanda F4      | Saibro     | Boy Westerhof       | 6-4, 6-7(2), 7-5        |
| Vitória   | 1.  | 08 de maio de 2016     | Aix en Provence | Saibro     | Carlos Berlocq      | 4-6, 6-4, 6-1           |
| Derrota   | 1.  | 12 de junho de 2016    | Lyon            | Saibro     | Steve Darcis        | 6-3, 2-6, 0-6           |
| Derrota   | 2.  | 25 de setembro de 2016 | Santos          | Saibro     | Renzo Olivo         | 4-6, 6-7                |
| Vitória   | 2.  | 27 de janeiro de 2019  | Punta Del Este  | Saibro     | Facundo Arguello    | 3-6, 6-2, 6-3           |
| Vitória   | 3.  | Julho de 2019          | Braunschweig    | Saibro     | Tobias Kamke        | 7–6(8–6), 6–1           |
| Vitória   | 4.  | Outubro de 2019        | Lima            | Saibro     | Federico Coria      | 6–2, 6–7(7–9), 6–4      |
| Vitória   | 5.  | Janeiro de 2020        | Punta del Este  | Saibro     | Marco Cecchinato    | 7–6(7–3), 6–7(6–8), 7–5 |
| Derrota   | 3.  | Setembro de 2020       | Forli           | Saibro     | Lorenzo Musetti     | 6–7(2–7), 6–7(5–7)      |
| Vitória   | 6.  | Setembro de 2021       | Braga           | Saibro     | Nikola Milojević    | 7–5, 7–5                |
| Derrota   | 4.  | Outubro de 2021        | Buenos Aires    | Saibro     | Sebastián Báez      | 4–6, 0–6                |
| Derrota   | 5.  | Novembro de 2021       | Campinas        | Saibro     | Sebastián Báez      | 1–6, 4–6                |
| Vitória   | 7.  | Julho de 2022          | Salzburg        | Saibro     | Norbert Gombos      | 6–3, 7–6(7–2)           |
| Vitória   | 8.  | Setembro de 2022       | Gênova          | Saibro     | Andrea Pellegrino   | 6–1, 7–6(7–2)           |
| Vitória   | 9.  | Outubro de 2023        | Campinas        | Saibro     | Camilo Carabelli    | 3–6, 6–4, 6–4           |